# Mitoc (gmina Leorda)
Mitoc – wieś w Rumunii, w okręgu Botoszany, w gminie Leorda. W 2011 roku liczyła 225 mieszkańców.